# Friedrich von Knobloch
Friedrich Adolf von Knobloch (* 27. März 1797 in Wernershof; † 17. August 1881 in Potsdam) war ein preußischer Generalleutnant.

## Leben

### Herkunft
Friedrich war der Sohn des Herrn auf Wernershof und Delgienen Friedrich Ludwig Alexander von Knobloch und dessen Ehefrau Susanne Eleonore, geborene Schnelle.

### Militärkarriere
Knobloch trat am 1. November 1812 als Musketier in das 3. Infanterie-Regiment der Preußischen Armee ein. Er nahm während der Befreiungskriege an den Kämpfen an der Katzbach, bei Leipzig, Laon sowie Paris teil und wurde bei Löwenberg verwundet. Als Sekondeleutnant war Knobloch 1815 Führer des Freiwilligen Jägerdetachements seines Regiments.
Nach dem Friedensschluss wurde er im Februar 1816 zum Rheinischen Schützenbataillon versetzt und absolvierte bis 1819 die Allgemeine Kriegsschule. Im Anschluss daran war Knobloch bis 1821 zum Topographischen Büro kommandiert. Als Premierleutnant folgte Anfang Mai 1827 eine Verwendung als Adjutant der 16. Division. Unter Belassung in dieser Stellung wurde Knobloch am 30. März 1833 mit der Beförderung zum Kapitän der 1. Schützen-Abteilung aggregiert. Nach drei Jahren wurde er als Kompaniechef in das 29. Infanterie-Regiment und in gleicher Funktion am 30. März 1838 in das 25. Infanterie-Regiment versetzt. Knobloch avancierte am 22. Februar 1839 zum Major und war bis zum 12. Oktober 1844 Kommandeur des III. Bataillons im 30. Landwehr-Regiment. Im Anschluss daran übernahm er das I. Bataillon im 38. Infanterie-Regiment (6. Reserve-Regiment) in Mainz. Von dort wurde Knobloch am 18. November 1848 nach Guben versetzt und zum Kommandeur des 12. Infanterie-Regiments ernannt. Er stieg bis Mitte Januar 1851 zum Oberst auf und fungierte zugleich ab dem 6. Dezember 1851 auch als Direktor der Divisionsschule der 5. Division. Am 19. Januar 1854 erfolgte seine Aufnahme in den Johanniterorden. Vom 25. April bis zum 8. Mai 1854 war Knobloch kurzzeitig Kommandeur der 17. Infanterie-Brigade, um dann den Posten als Kommandant von Koblenz und Ehrenbreitstein zu übernehmen. In dieser Eigenschaft wurde er am 13. Juli 1854 Generalmajor und am 28. September 1856 mit dem Kommandeurskreuz des Ordens vom Zähringer Löwen ausgezeichnet. Mit seiner Ernennung zum Kommandeur der 14. Infanterie-Brigade kam Knobloch am 4. April 1857 nach Düsseldorf. König Friedrich Wilhelm IV. würdigte ihn am 17. September 1857 mit dem Roten Adlerorden II. Klasse mit Eichenlaub, bevor Knobloch am 10. November 1857 als Generalleutnant mit der gesetzlichen Pension zur Disposition gestellt wurde.

### Familie
Knobloch verheiratete sich am 7. Dezember 1839 in Koblenz mit Luise Karoline Ida Maria von Vigny (1816–1875), Tochter des preußischen Generalmajors Johann Karl Magdalena von Vigny (1777–1846). Aus der Ehe ging die Tochter Marie Louise Eleonore (* 1840) hervor, die 1860 den späteren preußischen Oberstleutnant Alexander Graf Finck von Finckenstein (1824–1870) ehelichte.